# William A. Massey
Pour les articles homonymes, voir William Massey (homonymie) et Massey.
Ne pas confondre avec William S. Massey, également mathématicien.
William Alfred Massey est un mathématicien américain et chercheur en recherche opérationnelle, titulaire de la chaire de recherche opérationnelle et d'ingénierie financière Edwin S. Wilsey de l'Université de Princeton. Il est un expert en théorie des files d'attente.

## Biographie
William Massey est né à Jefferson City, dans le Missouri en 1956, fils de Juliette et de Richard Massey Sr., tous deux éducateurs. Sa famille a déménagé à Saint-Louis, dans le Missouri, alors qu'il est âgé de quatre ans. Il est allé à l'Université de Princeton, où il a obtenu son diplôme en 1977. Massey a obtenu son doctorat de l’Université Stanford en 1981, avec une thèse sur la théorie des files d'attente dirigée par Joseph Keller. Sa première publication de recherche a été développée lors d'un programme d'été aux Laboratoires Bell alors qu'il était étudiant diplômé et a été publiée en 1978. Après avoir obtenu son doctorat, il est devenu membre permanent du personnel des Bell Labs. En 2001, Massey a pris ses fonctions actuelles à Princeton, devenant ainsi le premier ancien élève de premier cycle afro-américain de Princeton à réintégrer le corps professoral.

## Contributions
En tant que mathématicien, Massey a apporté de nombreuses contributions originales en développant une théorie des «systèmes de files d'attente dynamiques». Les modèles de file d'attente classiques supposaient que les taux d'appel étaient constants afin de pouvoir utiliser l'analyse statique et à l'équilibre des chaînes de Markov homogènes dans le temps. Cependant, les systèmes de communication réels nécessitent une analyse à grande échelle de modèles de file d'attente avec des débits variables dans le temps. Sa thèse à l'Université de Stanford a créé une méthode dynamique asymptotique pour chaînes de Markov non homogènes dans le temps, appelée «accélération uniforme», destinée à traiter de tels problèmes. De plus, ses recherches sur les réseaux de files d’attente ont abouti à de nouvelles méthodes de comparaison des processus de Markov multidimensionnels en les considérant comme des «ordres stochastiques» sur des «espaces partiellement ordonnés». Enfin, l’un de ses articles les plus cités développe un algorithme permettant de trouver un plan d’effectifs de serveurs optimal et dynamique pour les centres d’appels téléphoniques dont la demande varie avec le temps, ce qui a conduit à un brevet. Un autre article très cité crée un modèle dynamique dans le temps et dans l’espace pour le trafic de charge offert des réseaux de communication sans fil. [réf. nécessaire]

## Prix et distinctions
En 2006, Massey a reçu le prix Blackwell-Tapia de l’Institut de mathématiques et de ses applications (en) pour son « bilan remarquable en matière de recherche mathématique et son encadrement des minorités et des femmes dans le domaine des mathématiques ». En 2012, il est devenu membre de l'American Mathematical Society.